# 黑鰭喜泳鯰
黑鰭喜泳鯰，為輻鰭魚綱鯰形目蝌蚪鯰科的其中一種，為亞熱帶淡水魚類，分布於南美洲奧里諾科河及亞馬遜河上游流域，體長可達14.7公分，棲息在底層水域，生活習性不明。

## 扩展阅读
維基物種上的相關：黑鰭喜泳鯰